# Тетюшское
Тетю́шское — село в Ульяновском районе Ульяновской области. Административный центр Тетюшского сельского поселения. 

## География
Расположено в 20 километрах от районного центра и в 23 километрах от Ульяновска. Между реками Сельдь и Трофимовка.

## История
В 1649 году, для заселения строившейся тогда Симбирской черты, поселены были на этой черте, особой слободой, 50 конных казаков, переведенных сюда из города Тетюш «для станичной службы», за каковую службу им дано было земли на пашню 1060 четвертей (1590 десятин) и сенных покосов 407 десятин. С тех пор и существует в Симбирском уезде Тетюшская слобода или просто село Тетюшское. 
В 1695 году помянутые казаки «выведены» были в г. Азов и на реку Медведицу, а оставшаяся после них земля отдана стольникам Нарышкиным; от них она перешла, в 1700 году, к царевне великой княжне Наталье Алексеевне, а у неё купил её историк Василий Никитич Татищев, потомки которого владеют этим имением и по настоящее время. «Коренными» тетюшскими помещиками, оставившими по себе наибольшую память, среди местных старожил (считаются: внук историка, берг-коллегии прокурор, статский советник Ростислав Евграфович Татищев и жена его Авдотья Ивановна, урожденная Грязново. Они жили в конце 18-го и в начале 19-го столетия. Во время генерального межевания у них в селе Тетюшском было 258 дворов (683 муж. и 693 жен. душ крестьян) и 9260 дес. 860 саж. земли, барская усадьба стояла, как и теперь, близ р. Сельди, а крестьянские избы тянулись по обоим берегам речки Трофимовки и только после 1861 года освобожденным крестьянам отвели усадебные места по большой Московской дороге. Татищевы были очень богатыми помещиками; в Симбирском уезде им принадлежали, кроме села Тетюшского, ещё земли в селах: Подкуровке, Ясашной Ташле и Ляховке, да в других губерниях они имели немало поместий. 
В 1780 году, при создании Симбирского наместничества, село Богородское Тетюшская слобода, вошла в состав Симбирского уезда. 
В 1784 году удостоилось высочайшей «конфирмации» духовное завещание Р. Е. Татищева, в котором он перечисляет все свои имения и распределяет их, на случай смерти, таким образом:
1. жене Авдотье Ивановне — село Тетюшскую слободу и Тульской губернии, Епифановского уезда, сельцо Андреевское, всего 692 души;
2. дочери от перваго брака[7] Александре — Московской губернии, Подольскаго уезда сельцо и Клинского уезда деревню Васильевскую; Симбирской губернии, Канадейскаго уезда, село Зиновьевку; Костромской губернии, Кологреевскаго уезда, деревню Фатьянову; Вологодской губернии, Кадниковскаго и Вельскаго уездов, село Короваиху с деревнями и Новгородской губернии, Белозерскаго уезда, село Софроново с деревнями, всего 645 душ.

Однако после составления такого завещания, дочь Александра вышла замуж, «с довольным из движимаго именья награжденьем», за д. с. с. Федора Похвиснева и затем умерла, оставя после себя двух сыновей и одну дочь, а у Р. Е. Татищева родилась ещё дочь Елизавета, вышедшая потом замуж за генерал-майора князя Сергея Сергеевича Вяземского, жена же Р. Е. Татищева, Авдотья Ивановна, 6-го августа 1805 года умерла. Ввиду таких изменившихся обстоятельств, Татищев, в 1806 году, составил новое завещание, по которому передал Тетюшскую слободу дочери, княгине Е. Р. Вяземской, а все остальные деревни — детям умершей дочери, А. Р. Похвисневой. Княгиня Вяземская построила близ села Тетюшскаго, в полутора верстах от усадьбы, прекрасный винокуренный завод, выкуривавший до 70500 ведер и успешно действовавший ещё в 1862 году, но потом он был закрыт и перестроен, сначала на конный завод, а затем на картофельно-тёрочное заведение. 
Через Тетюшское в 1833 г. проезжал А.С. Пушкин, а в 1867 г. — императрица Екатерина ІІ. 
В 1842 году это имение перешло к князю Николаю Сергеевичу Вяземскому, получившему 1167 душ крестьян в селе Тетюшском, с селом Ляховкой и деревнями: Авдотьино, Елизаветино и Михайловкою, за наделением же крестьян землею, у него осталось 9961 дес. 2030 саж. земли. Все это он продал в 1872 году сыну своему, гвардии штабс. ротмистру Виктору Николаевичу князю Вяземскому, а по его завещанию имение перешло, в 1875 году, к его племяннику, нынешнему собственнику, дворянину Георгию Андреевичу Нечаеву, сыну полковницы Зинаиды Николаевны Нечаевой, урожденной княжны Вяземской.
Общество крестьян бывших Н. С. Вяземского, на 459 ревизских душ (137 дворов) приобрело полный надел в 1836 десятин удобной земли (усадебной 70 дес. пашни 1583 дес. 1727 саж., выгону 66 дес. и лесу 121 дес. 673 саж.) В 1903 году здесь 198 дворов, с населением в 1421 человек (710 муж. и 711 жен.)
Первая церковь в Тетюшской слободе была построена в 1654 году, во имя Казанской Божьей Матери, но долго ли она существовала — неизвестно. Нынешний каменный трехпрестольный храм, тоже во имя Казанской Божьей Матери, с приделами во имя св. Николая Чудотворца и Архистратига Михаила, построен в 1801 году Авдотьею Ивановною Татищевою, по рисунку знаменитого архитектора Растрелли и снабжен богатой утварью княгиней Елизаветой Ростиславной Вяземской, пожертвовавшей, между прочим, евангелие, с серебряными с позолотою крышками, стоимостью в 1000 рублей.
В 1859 году казна построила в с. Тетюшском каменное двух-этажное здание для этапа, израсходовав на это свыше 11 тысяч рублей. 
На 1859 год с. Тетюшское, на Московском почтовом тракте из г. Симбирска, входило во 2-й стан Симбирского уезда Симбирской губернии, в котором имелось: церковь, почтовая станция, конный, винокуренный и кирпичный заводы. 
В 1861 году Тетюшская слобода стала центром Тетюшской волости.
В 1869 году Симбирское уездное земство купило этот дом у казны за 930 рублей и устроило в нём арестный дом, для содержания лиц, приговариваемых к аресту мировыми судьями, но в 1888 году перевело арестный дом в Симбирск, а в 1899 году Симбирский попечительный кружок о престарелых и детях устроил в бывшем арестном доме убежище для 5 стариков и 5 старух, и приют для 11 малолетних сирот. 
Школа открыта здесь в 1875 году при поддержки Ульянова И. Н.. 
В суровые годы Гражданской войны, во время первой попытки Железной дивизии освободить Симбирск от белогвардейцев, здесь развернулись ожесточённые бои. Село не раз переходило из рук в руки. Тогда, в августе 1918 года, перевес оказался на стороне белогвардейцев. Но уже в сентябре белые были отброшены и отступили к Симбирску.  
В мае 1919 года Тетюшское посетил председатель ВЦИК М. И. Калинин, на встречу с ним собрались крестьяне трёх волостей.  
В 1919 году, на бывшей барской усадьбе, создается один из первых совхозов губернии «Красное знамя».  
В 1958 году в состав совхоза «Красное Знамя», как 7-е отделение, вошёл колхоз «Родина Ильича» (с. Конно-Подгородная слобода). 
С 1960-х гг. возле села располагалась войсковая часть ПВО (ныне закрыта). 
В 2005 году село стало центром Тетюшского сельского поселения.

## Население
| Год  | Число дворов | Число жителей | Примечания       |
| ---- | ------------ | ------------- | ---------------- |
| 1649 |              | 50            |                  |
| 1780 |              | 442           |                  |
| 1859 | 233          | 1963          | 884 м. и 1079 ж. |
| 1900 | 140          | 897           | 458 м. и 439 ж.; |
| 2010 |              | 2197          |                  |

## Предприятия
- ОАО «Тетюшское» — производство молока, мяса и зерновых культур.
- Аэродром «Тетюшское», обслуживающие, в основном, самолёты, занятые на сельхозработах[24].

## Транспорт
По западной границе села проходит трасса Р178
Из Ульяновска ходит маршрутное такси 107.